# FK Makedonija Gjorče Petrov
FK Makedonija Gjorče Petrov (mak. ФК Македонија Ѓорче Петров) je nogometni klub iz Skoplja u Makedoniji, koji trenutačno igra u Prvoj ligi Makedonije.
Klub je osnovan 1932. godine kao H.A.S.K. (Hanrievski Amaterski Sportski Klub). Klub je nosio i sljedeća imena: Pobeda, Rudar, Industrijalec, Lokomotiva, a od sezone 1970./71. Jugokokta. Sadašnje ime dobiva u sezoni 1989./90.
FK Makedonija Gjorče Petrov igra na stadionu Gjorče Petrov, kapaciteta 2.500 sjedećih mjesta. Stadion je otvoren 1970. godine, kada je izgrađena istočna tribina. Prva utakmica je odigrana 12. ožujka 1971. godine utakmicom Jugokokta-Kožuv 2:0. 2005. godine je izgrađena zapadna tribina.

## Vanjske poveznice
- Službena stranica kluba